# Aglaia fragilis
Aglaia fragilis là một loài thực vật]] thuộc họ Meliaceae. Đây là loài đặc hữu của Fiji.